# Antonín Řezníček
Antonín Řezníček (* 19. května 1940) je bývalý český fotbalový obránce a rozhodčí.
Jako hlavní rozhodčí řídil 116 zápasů československé fotbalové ligy (1977/78 – 1987/88) a 2 utkání v evropských pohárech (PVP 1981/82: 1, UEFA 1984/85: 1). Vykonával také funkci pomezního rozhodčího (asistenta).

## Hráčská kariéra
V československé lize hrál za Baník Ostrava ve 25 utkáních, aniž by skóroval.

### Prvoligová bilance
| Ročník             | Zápasy | Góly | Minuty | Klub             |
| ------------------ | ------ | ---- | ------ | ---------------- |
| I. liga 1963/64    | 7      | 0    | 556    | TJ Baník Ostrava |
| I. liga 1964/65    | 10     | 0    | 796    | TJ Baník Ostrava |
| I. liga 1965/66    | 8      | 0    | 720    | TJ Baník Ostrava |
| CELKEM I. ČS. LIGA | 25     | 0    | 2 072  |                  |